# Roncevaux Terra

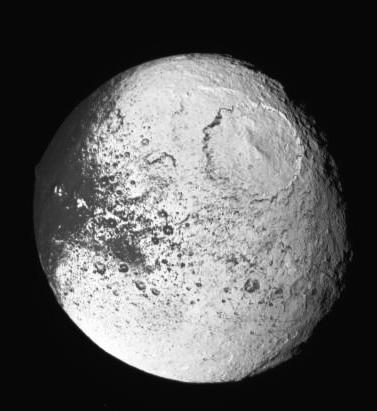
Roncevaux Terra (cu o parte din Cassini Regio în stânga) este văzută în partea de jos a imaginii. Partea superioară este Saragossa Terra. Craterul proeminent din dreapta sus este Engelier. Fotografiat de către orbiterul Cassini.

Roncevaux Terra este numele dat părții de nord a părții puternic reflectorizante a satelitului Iapetus al lui Saturn. Jumătatea de sud a acestei laturi este numită Saragossa Terra.  Cealaltă jumătate a lui Iapetus, numită Cassini Regio, este extrem de întunecată. Se crede că culoarea lui Roncevaux Terra este culoarea de bază a lui Iapetus, în timp ce Cassini Regio a fost formată fie dintr-o substanță care a acoperit gheața mai strălucitoare a restului satelitului, fie dintr-un reziduu rămas din sublimarea gheții de tip Roncevaux. Pentru mai multe detalii, vezi articolul principal despre Iapetus.
Roncevaux Terra poartă numele bătăliei de la Trecătoarea Roncevaux, subiect al epopeei franceze Chanson de Roland, după ale cărui personaje sunt denumite formele de relief ale lui Iapetus.  „Terra” este un termen folosit în geologia planetară pentru a se referi la mase de uscat extensive.